# Toowoomba
Toowoomba è una città del sud-est del Queensland, nell'Australia nord-orientale. L'origine del suo nome non è nota con certezza, ma, probabilmente, potrebbe derivare da un nome aborigeno che significa "palude". La città si trova 132 km a ovest di Brisbane, la capitale del Queensland, e a 2 ore di auto dalle spiagge della Gold Coast e della Sunshine Coast. Toowoomba è, dopo Canberra, la più popolosa città non costiera dell'Australia.